# François Lecerf
François Lecerf, né le 7 août 1753 à Feuguerolles (généralité d'Alençon) et mort le 10 septembre 1806 à La Vieille-Lyre, est un homme politique français.

## Biographie
Procureur syndic du département puis agent national du district d'Évreux, il est élu député de l'Eure au Conseil des Cinq-Cents le 24 vendémiaire an IV (16 octobre 1795). Porté sur la liste des émigrés, il est radié avant d'être finalement réintégré. Il passe le 24 germinal an VII (13 avril 1799) au Conseil des Anciens. Favorable au coup d'État du 18 Brumaire, il siège au Corps législatif jusqu'en 1803.

## Sources
- « François Lecerf », dans Adolphe Robert et Gaston Cougny, Dictionnaire des parlementaires français, Edgar Bourloton, 1889-1891 [détail de l’édition]